# Nicole Eiholzer
Nicole Eiholzer (Steinhausen, 3 de julio de 1995) es una deportista suiza que compite en voleibol, en la modalidad de playa. Ganó una medalla de oro en los Juegos Europeos de Bakú 2015, en el torneo femenino.

## Palmarés internacional
| Juegos Europeos | Juegos Europeos   | Juegos Europeos | Juegos Europeos |
| Año             | Lugar             | Medalla         | Pareja          |
| --------------- | ----------------- | --------------- | --------------- |
| 2015            | Bakú (Azerbaiyán) | Medalla de oro  | Nina Betschart  |